# Stengun
Een stengun is een Britse 9mm-pistoolmitrailleur die tijdens de Tweede Wereldoorlog en de Koreaanse Oorlog veel werd gebruikt door de strijdkrachten van het Verenigd Koninkrijk en het Britse Gemenebest. Deze mitrailleur stond bekend om zijn eenvoudige ontwerp en betrekkelijk lage productiekosten. STEN is een acroniem ontleend aan de naam van de belangrijkste twee ontwerpers, majoor Reginald Shepherd en Harold Turpin, gecombineerd met de beginletters van ENfield, de vestigingsplaats van de Royal Small Arms Factory (RSAF) in Enfield Lock in Londen. Gedurende de jaren veertig werden er zo'n vier miljoen stenguns gemaakt.

## Geschiedenis
De stengun werd ontworpen op het moment dat het Verenigd Koninkrijk de Battle of Britain voerde en vreesde voor een invasie door nazi-Duitsland. Bij Duinkerke waren veel wapens verloren gegaan, en het leger werd uitgebreid. Tot in 1941 kochten de Britten van de Amerikanen alle Thompsonpistoolmitrailleurs die ze maar konden krijgen, maar zelfs dat dekte bij lange na de behoefte niet en toen de Amerikanen in de oorlog gingen meevechten werden de tekorten nog groter. Bovendien waren ze niet bepaald goedkoop. Daarom kreeg de Royal Ordnance Factory Enfield opdracht om een alternatief te ontwikkelen, dat bovendien veel goedkoper moest zijn.
De eerste versie, Mark I, werd in juni 1941 bij het Britse leger ingevoerd. De Mark V versie uit 1944 werd nog tot in de jaren zestig gebruikt en werd toen geleidelijk aan uitgefaseerd, en vervangen door de Sterling pistoolmitrailleur. Andere leden van het Brits Gemenebest ontwikkelden hun eigen vervangers.

## Ontwerp

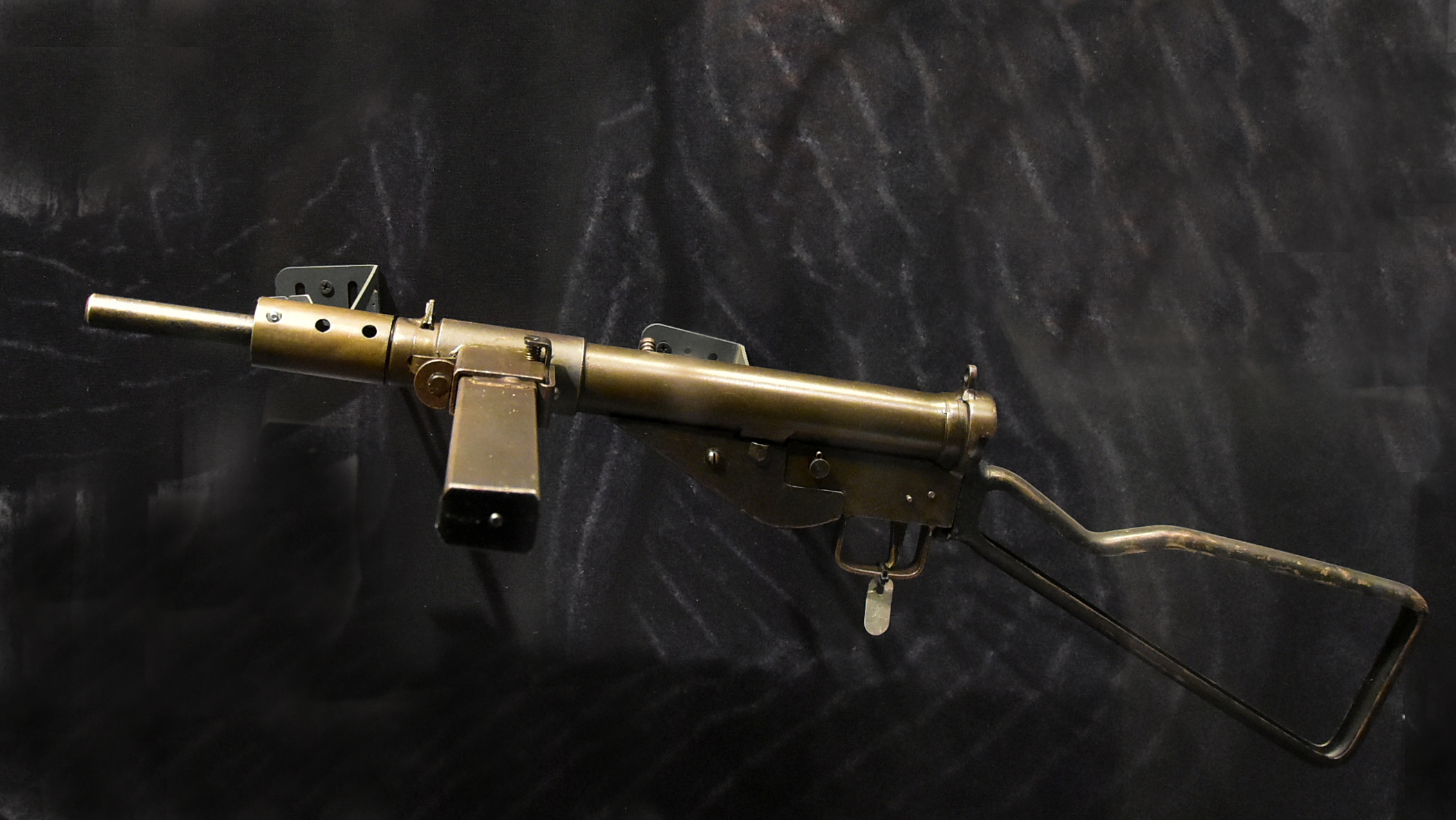
Een stengun in Oorlogsmuseum Overloon

De stengun was zo ontworpen dat voor de productie zo min mogelijk specialistische kennis nodig was. Zoals veel massaproductiewapens bestond de stengun uit eenvoudige metalen onderdelen, die nauwelijks hoefden te worden gelast. Veel van de productie van onderdelen werd uitbesteed aan kleine werkplaatsen, waarna de wapens bij Enfield werden geassembleerd. In de loop van de oorlog werd het ontwerp nog aangepast, en ten slotte kostte de productie van het basismodel, de Mark III, nog maar vijf manuren. Sommige goedkope versies bestonden uit niet meer dan 47 onderdelen. Die zagen er kaal uit; niet meer dan een pijp en een metalen lus als handgreep. De Mark I en Mark V waren wat beter afgewerkt, met een houten handgreep en kolf.
De stengun had een kamer voor 9×19mm Parabellum-pistoolmunitie, wat handig was, omdat buitgemaakte Duitse munitievoorraden dan ook konden worden gebruikt. Een stengun was klein en kon uit elkaar worden genomen tot alleen een paar onschuldig uitziende onderdelen overbleven. Dit maakte de stengun vooral handig voor acties van partizanen. Guerrillastrijders in West- en Oost-Europa raakten bedreven in het repareren, aanpassen en ten slotte zelf nabouwen van de stengun. In bezet Polen werden meer dan 2000 stenguns vervaardigd en ongeveer vijfhonderd vergelijkbare Blyskawica pistoolmitrailleurs. De stenguns werden door soldaten vaak afgekraakt wegens hun onnauwkeurigheid, die het gevolg was van een wel erg simpel vizier, en omdat ze als gevolg van een slecht ontworpen magazijn vaak vastliepen. Verder gingen ze gemakkelijk per ongeluk af als ze op de grond vielen of een tik kregen. Er bestaan verhalen dat geallieerde soldaten soms wedstrijdjes hielden om te zien hoeveel patronen een stengun kon afvuren door een geladen stengun keihard op de grond te slaan, dit lijkt erg onwaarschijnlijk door het gevaar dat ontstaat wanneer een pistool in het wilde weg schiet. Het ontwerp werd tijdens de oorlog nog voortdurend verbeterd.
Omdat de stengun zo eenvoudig te maken was, produceerden de Duitsers aan het eind van de oorlog hun eigen versie, de MP 3008.